# Champs-Élysées

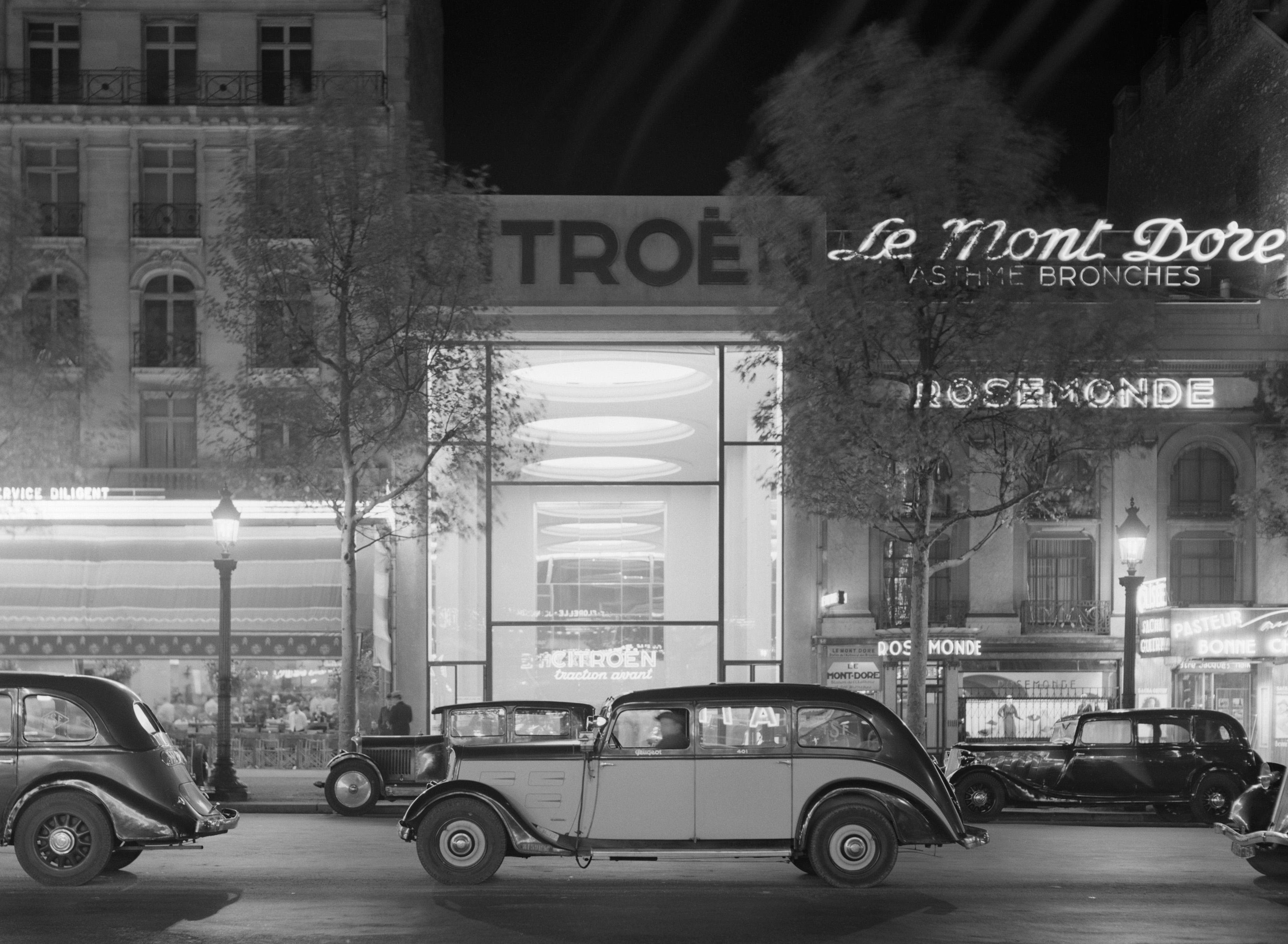
Champs-Élysées 1935.

Avenue des Champs-Élysées (franskt uttal: [av(ə)ny de ʃɑ̃z‿elize] ( lyssna); öv. 'Elyseiska fältens aveny') är en aveny i 8:e arrondissementet i Paris i Frankrike.
Avenyn sträcker sig från Place de la Concorde till Place Charles de Gaulle, där Triumfbågen står, och är därmed en del av Axe historique – den historiska axeln. Gatan är nästan två kilometer lång och hela gatans längd kan från markplan ses med blotta ögat. Gatan har fått sitt namn efter de Elyseiska fälten.

## Historia
Den blev aveny först 1724 men ritades redan under det sena 1600-talet av trädgårdsarkitekten André Le Nôtre, som också ritat trädgårdarna vid slottet i Versailles. Idén kom 1667 från Jean-Baptiste Colbert, finansminister under Ludvig XIV. Tidiga namn på leden var Grande allée du Roule (1670), Avenue des Thuileries (1680) och Avenue de la Grille-Royale (1778). År 1789 fick den sitt nuvarande namn Avenue des Champs-Élysées. Mellan 1836 och 1840 moderniserades avenyn till sitt nuvarande utseende av arkitekt Jacques Hittorff. 1800-talet var en blomstringsperiod och det öppnades en rad caféer och restauranger längs avenyn. Den franska armén har vid flera tillfällen defilerat på avenyn, bland annat den 14 juli 1919 och efter befrielsen av Paris 1944.

## Evenemang
Längs med avenyn går också Tour de France sista etapp under månaden juli, ett stort evenemang med mycket folk som står och hejar längs med gatan.
På Frankrikes nationaldag den 14 juli hålls den årliga militärparaden med militärfordon som kör uppför avenyn och mängder av helikoptrar och stridsflygplan som flyger över gatan samtidigt som Frankrikes president följer firandet på ett podium nere på Place de la Concorde.

## Kommunikationer
Följande metrostationer ligger under Champs-Élysées:
- Champs-Élysées – Clemenceau
- Franklin D. Roosevelt
- George V
- Charles de Gaulle – Étoile (även trafikerad av Paris pendeltåg)

## Övrigt
Avenyn inspirerade så småningom andra städer, till exempel Laos huvudstad Vientiane där det dessutom byggdes en alldeles egen triumfbåge.

## Bilder

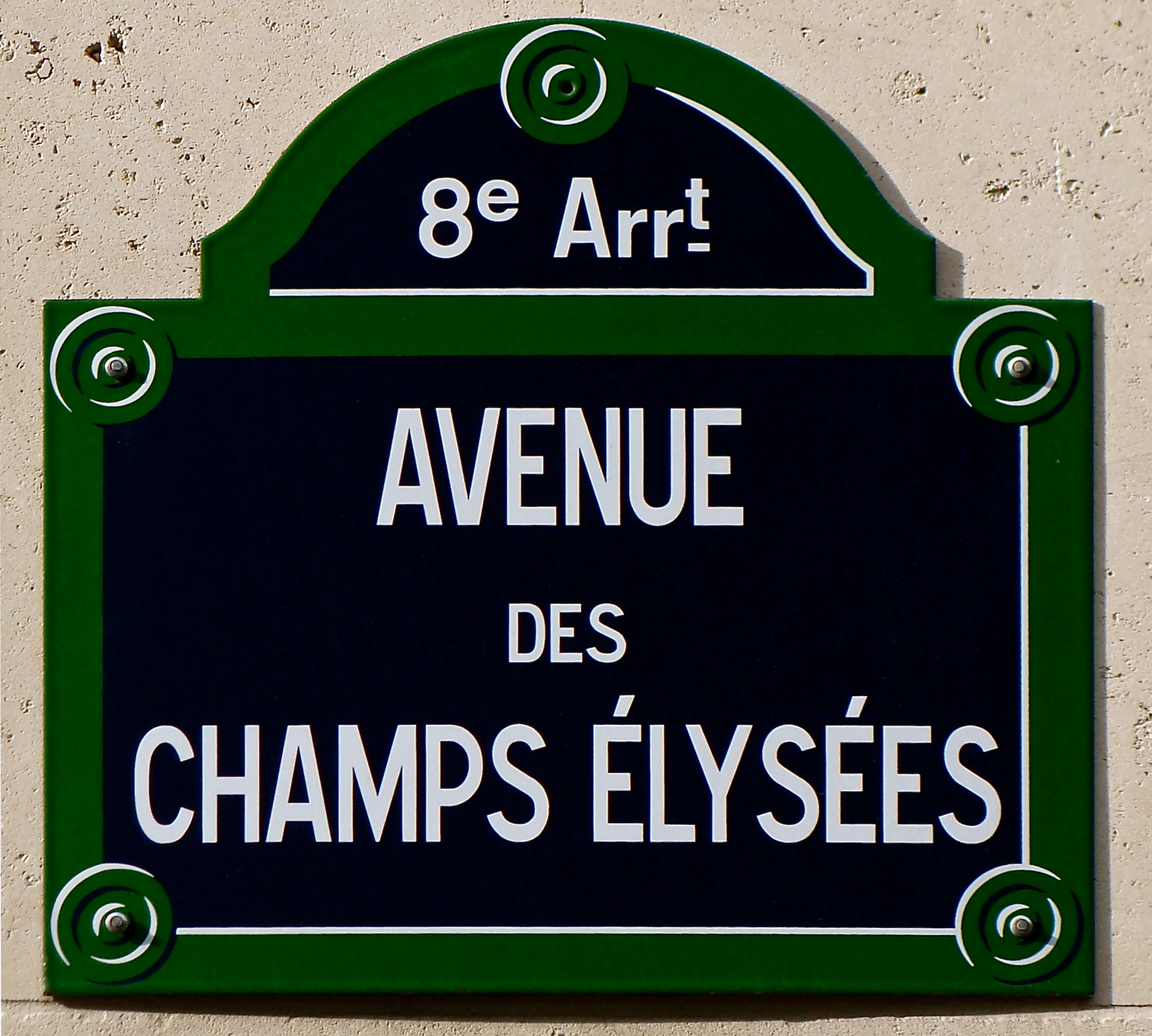
Gatuskylt
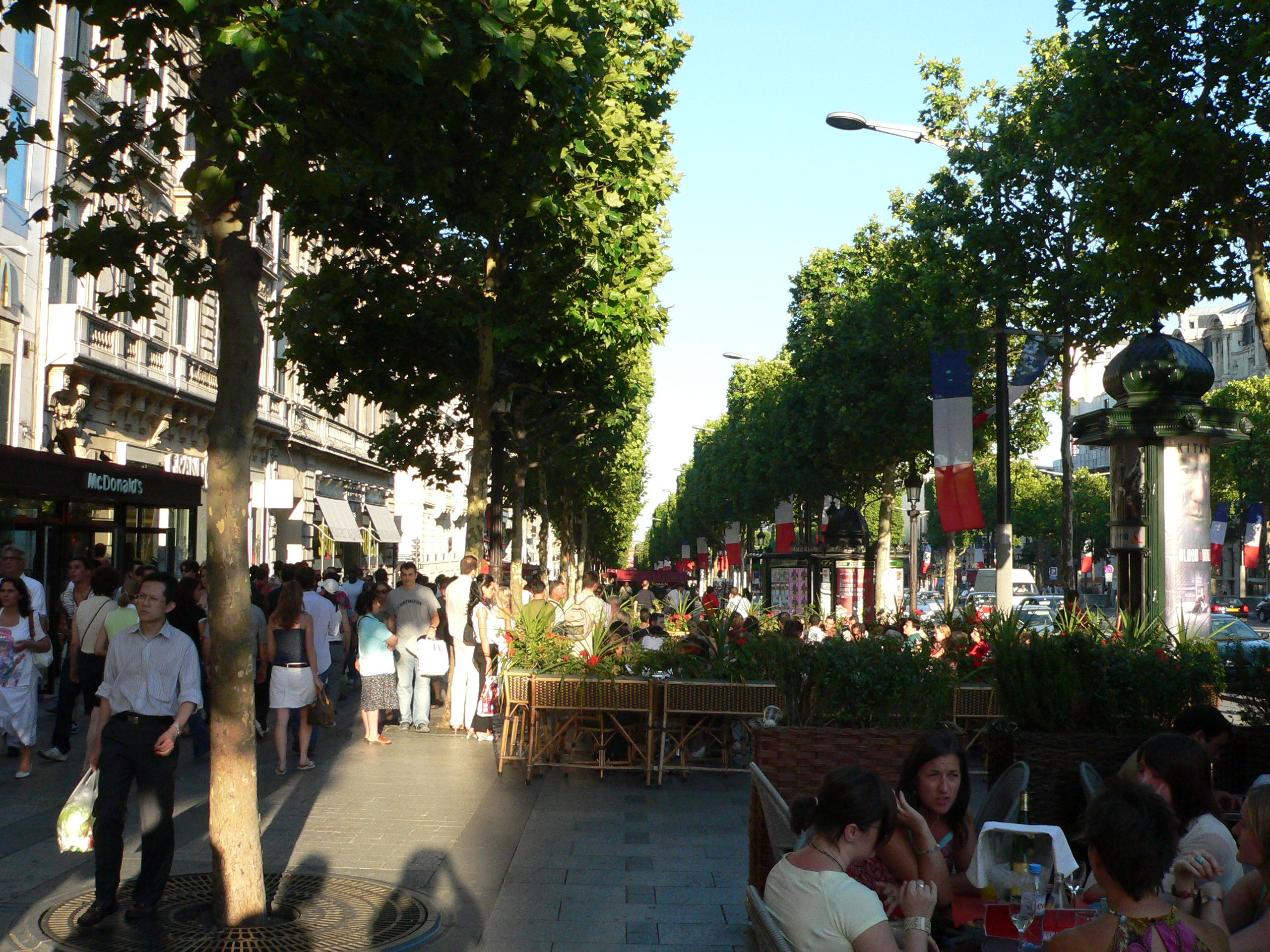
Gatuliv på Champs-Élysées